# 富双英
富双英（1894年—1951年5月），别号耀天，今辽宁省辽阳市人。满族。中华民国大陆時期奉军、汪精衛政府军事将领。

## 生平

### 早期生涯
奉天陆军小学堂、北京清河陆军第一预备学校毕业。1918年9月，毕业于保定陆军军官学校第五期步兵科，入奉军。历任奉天陆军小学堂教官，奉军督军公署陆军教导队教官，奉军第一军（军长姜登选）第十二步兵混成旅（旅长赵恩臻）步兵团连长、团附等职，随部参加第二次直奉战争。1925年3月，任东北军京榆驻军司令（张学良）部陆军第五师（师长赵恩臻）第十二旅（旅长孙旭昌）第六十四团团长，率部驻军秦皇岛地区。
1925年12月，任东北军第三方面（总司令张学良）陆军新编第一步兵旅旅长、中路军新编步兵第一师师长，率部参加对郭松龄部的讨伐作战。1927年6月任安国军（总司令张作霖）第三方面军军团（军团长张学良）第十一军军长，1928年3月，任安国军第五方面军团代理军团长，兼任第十一军军长，率部参加对北伐国民革命军的作战。5月16日，因不敌张发奎部队进攻而被迫在蔡城投降。1928年12月，东北易帜后，任东北边防军司令长官（张学良）公署军事参议官等职。

### 抗日战争时期
1931年九一八事变后，任井陉矿务局局长，沈阳关监督等职。1936年7月，被授予国民革命军誓师十周年纪勋章。抗日战争全面爆发前后，参与华北亲日派政治活动。1940年3月，任汪精卫政权国民政府军事委员会委员，兼任政治训练部（部长陈公博）常务次长，同年11月任政务次长等职。1942年10月，任汪精卫政权国民政府军事委员会陆军编练总监（叶蓬、黄自强）公署参谋长。1943年9月21日，任汪精卫政权军事委员会军事参议院副院长等职（院长萧叔萱、杨揆一）。1945年2月，任汪精卫政权政府委员会参军处参军长，同月兼任汪精卫政权独立第十军军长，率部驻防鲁南地区。1945年4月，被汪精卫政权军事委员会授予陆军上将军衔。

### 后期
抗日战争胜利后，被中华民国军事当局逮捕入狱，后因病获释就医。中华人民共和国成立后，富双英被逮捕，1951年，被判处反革命罪并处以死刑。